# Dhyana
Dhyana (Sanskriet: dhyāna, Pali: jhāna, ‘meditatieve verzinking’, ‘innerlijk schouwen’, ‘contemplatie’) is de achtste stap van het achtvoudige pad van het Boeddhisme, en de zevende stap op het achtvoudige yogapad (ashtanga yoga) uit de Yogasoetra's van Patanjali. Dhyana wordt beschreven in de Pali-canon, waar het een geheel vormt met de juiste inzet (om onheilzame gedachten en strevingen tegen te gaan, en heilzame gedachten en strevingen te bevorderen) en juiste oplettendheid ("mindfulness"), en resulteert in maximale oplettendheid en gelijkmoedigheid. De latere Theravada-traditie heeft de dhyanas geïnterpreteerd als een vorm van concentratie-meditatie, net zoals Patanjali's Yoga Sutras.

## Boeddhisme

### De jhana's
De Pali-canon beschrijft vier jhana's. De jhana's worden gekenmerkt door het verdwijnen van vittaka en vicara, het discursieve denken dat gepreoccupeerd is met de zintuigelijke indrukken en de daaruit voortkomende verlangens; piti (vreugde) en sukha (niet-zintuigelijk geluk) door het loslaten van onheilzame gedachten en verlangens; eenheid van geest (ekaggata, sampasadana); en optimale aandachtigheid en gelijkmoedigheid.
1. Eerste jhana: deze treedt in als de onheilzame gedachten en verlangens zijn stilgelegd, en men zich afzondert van de dagelijkse wereld. Er is piti en sukha door deze afzondering, maar ook nog vitakka en vicara, gedachten die worden opgewekt door zintuiglijke indrukken en verlangens.
2. Tweede jhana: vitakka en vicara verstillen, en de geest wordt aandachtig en gelijkmatig, hetgeen ook leidt tot piti en sukha.
3. Derde jhana: men is alert en gelijkmoedig, en 'ervaart geluk met het lichaam'.
4. Vierde jhana: gelijkmoedigheid en aandachtigheid zijn optimaal, en er is 'pijn-noch-plezier'.

Daarnaast worden er vier andere meditatie-staten beschreven, die in de latere traditie ook als jhana worden aangemerkt:
1. de basis van onbegrensde ruimte wordt bereikt door na het bereiken van de vierde jhana het concept van onbegrensde ruimte als meditatie-object te nemen.
2. de basis van onbegrensd bewustzijn wordt bereikt door na het bereiken van de basis van onbegrensde ruimte het concept van onbegrensd bewustzijn als meditatie-object te nemen.
3. de basis van nietsheid wordt bereikt door na het bereiken van de basis van onbegrensd bewustzijn het concept van 'niets' als meditatie-object te nemen.
4. de basis van noch-perceptie-noch-geen-perceptie wordt bereikt door na het bereiken van de basis van nietsheid het concept van 'noch-perceptie-noch-geen-perceptie' als meditatie-object te nemen.

De eerste vier jhana's zijn de fijn-materiële jhana's. De laatste vier jhana's zijn de immateriële jhana's. Deze immateriële jhana's worden in het boeddhisme als minder noodzakelijk voor de verdere mentale groei gezien. De vierde jhana wordt gezien als de optimale jhana voor de verdere mentale cultivatie.

### Het bereiken van de jhana's
In de Pali Canon vormen de jhanas een geheel met de juiste inzet en de juiste aandachtigheid. Voor de training van de geest in het bereiken van de jhana's is het noodzakelijk dat de geest zich eerst bevrijdt van de vijf obstakels (Pali: nivarana) van (1) begeerte, (2) haat, (3) slaperigheid, (4) onrust en zorgen, en (5) twijfel. Vervolgens traint de beoefenaar zich in aandachtigheid, door middel van satipatthana en anapanasati. Door de onthechting die hierdoor ontstaat treedt de eerste jhana haast automatisch in.

### Jhana in het Theravadaboeddhisme
In het hedendaagse Theravada-boeddhisme, dat gedomineerd wordt door de "nieuwe Burmese methode," worden de jhanas geïnterpreteerd als een vorm van concentratie-meditatie. In deze opvatting zijn de jhana's niet het uiteindelijke doel van de boeddhistische praktijk, maar wel een zeer belangrijke tussenstap, of middel, naar het uiteindelijke doel van Nirvana. Vittaka en vicāra worden niet geïnterpreteerd als het gewone denken dat gepreoccupeerd is met de zintuigelijke impressies, maar als de initiatie van aandacht (voor het object van meditatie) en voortdurende aandacht (voor het object van meditatie).
Het bereiken van de jhana's leidt tot een grote innerlijke rust en stabiliteit. Tijdens een meditatie waarbij een van de jhana's bereikt wordt, en gedurende een periode nadat deze meditatie beëindigd is, is er een tijdelijke loutering van de geest van de drie vergiften van begeerte, aversie en waan. De jhana's zijn daardoor bevorderlijk voor het maken van voortgang in de praktijk en ontwikkeling van wijsheid of vipassana, wat het Nirvana tot gevolg heeft. Het bereiken van de jhana's wordt beschouwd als een bovenmenselijke prestatie, en kan ook leiden tot een versnelde toegang of hogere kunde in de zes bovennatuurlijke krachten.
Tijdens een jhana-meditatie verliest men gewoonlijk het besef van tijd, en deze meditaties kunnen daardoor moeiteloos voor een zeer lange periode (uren of dagen) gecontinueerd worden. Men beleeft ook geen lichamelijk ongemak wanneer men in een jhana verblijft, omdat het contact van de geest met het fysiek lichaam tijdelijk verbroken is. Ook het gehoor is tijdelijk uitgeschakeld. Gedurende een meditatie waarin een van de jhana's behaald wordt, ontstaan er geen gedachten in de geest. Andere mentale factoren als aandacht, concentratie, vreugde en geluk zijn echter in zeer grote mate aanwezig.
Kunde in de jhana's leidt tot een wedergeboorte in een van de zeer hoge hemels.

### Zen-boeddhisme
De Chinese en Japanse verbasteringen van het woord dhyana tot Chan respectievelijk Zen komen van de Chinese en Japanse Mahayana-boeddhistische scholen. Ook al zijn deze termen aan elkaar verwant, hun onderliggende filosofieën en achterliggende praktijken vertonen significante, door de cultuur bepaalde verschillen.

## Patanjali's Yoga Sutras
Dhyana is de zevende stap op het achtvoudige yogapad (ashtanga yoga) uit de Yogasoetra's van Patanjali. De andere zeven stappen zijn: yama, niyama, asana, pranayama, pratyahara, dharana en samadhi. Het begrip dhyana wordt meestal vertaald met meditatie of contemplatie. Dhyana maakt deel uit van samyama, een technische term die de drie hoogste stadia van concentratie op het achtvoudige pad onder één noemer samenvat. Het komt overeen met het Pali woord jhana.

1. Dharaṇa is het fixeren van de aandacht van de geest (chitta) op één punt of object.
2. Dhyana is de gestage, ononderbroken stroom van de aandacht op dat object.
3. Samadhi treedt op wanneer het object van dhyana het subject wordt, waardoor het zelfbewustzijn verdwijnt en men opgaat in het object van meditatie.
4. Deze drie tezamen vormen samyama, het vermogen om in één vloeiende beweging van de geest van dharana over te gaan in dhyana en samadhi.
5. Door de verovering van samyama wordt men verlicht met wijsheid.
6. Samyama kan op verschillende onderwerpen worden gericht.
7. Dit (dharaṇa, dhyana en samadhi) zijn de drie innerlijke (antaranga) onderdelen van het achtvoudige pad.

Terwijl er in het stadium van dharana nog sprake is van een zelfbewust streven om tot concentratie te komen, heeft dit proces in dhyana of meditatie zich gestabiliseerd tot een gestage, spontane flow, waarin het spanningsveld tussen subject en object is overstegen.